# Ribe VikingeCenter
Ribe VikingeCenter is een openluchtmuseum in de gemeente Esbjerg, in Zuid-Denemarken, dat zich bezighoudt met de Deense geschiedenis ten tijde van de Vikingen. Het ligt niet ver van de stad Ribe. 
Het centrum werd opgericht in 1992 en het belangrijkste doel ervan is het doen opleven van de geschiedenis. Het heeft een groot aantal vrijwilligers, die in hun vrije tijd in het complex "wonen" en leven zoals men gelooft dat de Vikings geleefd hebben. Het complex telt o.a. een markt uit het jaar 700, een grote boerderij uit 980 en een langhuis en verschillende gewone huizen uit 825.
Elk jaar wordt er in het begin van het toeristische seizoen een vikingmarkt gehouden. Dan komen er ongeveer 300 Vikings van verschillende reenactmentgroepen het centrum een aantal dagen bezoeken. Deze komen uit de hele wereld, maar vooral uit Denemarken, Duitsland en Nederland.